# This Is How We Do
This Is How We Do – piąty singel amerykańskiej piosenkarki Katy Perry, promujący jej czwarty album studyjny, zatytułowany Prism. Singel został wydany 11 sierpnia 2014. Twórcami tekstu utworu są Katy Perry, Klas Åhlund i Max Martin, którzy zajęli się także produkcją utworu.
„This Is How We Do” jest utrzymany w stylu muzyki dance-pop. Utwór był notowany na 24. miejscu na liście najlepiej sprzedających się singli w Stanach Zjednoczonych. W oficjalnym remiksie piosenki gościnnie udzielił się amerykański raper Riff Raff.
Do piosenki nakręcono teledysk, którego reżyserią zajął się Joel Kefali. Wideo przedstawia Perry, która spędza czas wolny z przyjaciółmi, m.in. maluje paznokcie i śpiewa z nimi karaoke.

## Lista utworów
- Digital download – Remix[2]

1. „This Is How We Do” (featuring Riff Raff) – 3:23

## Notowania i certyfikaty
| Lista (2013–14)                        | Najwyższa pozycja |
| -------------------------------------- | ----------------- |
| Australia (Top 50 Singles)             | 18                |
| Austria (Ö3 Austria Top 40)            | 14                |
| Belgia (Ultratop 50 Singles, Flandria) | 36                |
| Belgia (Ultratop 50 Singles, Walonia)  | 37                |
| Czechy (Rádio – Top 100)               | 27                |
| Czechy (Singles Digitál – Top 100)     | 12                |
| Francja (Top Singles & Titres)         | 41                |
| Holandia (Dutch Top 40)                | 14                |
| Holandia (Single Top 100)              | 20                |
| Irlandia (Singles Chart)               | 31                |
| Kanada (Billboard Canadian Hot 100)    | 9                 |
| Niemcy (Media Control Charts)          | 34                |
| Nowa Zelandia (Recorded Music NZ)      | 13                |
| Słowacja (Rádio – Top 100)             | 28                |
| Słowacja (Singles Digitál – Top 100)   | 17                |
| Stany Zjednoczone (Hot 100)            | 24                |
| Szwajcaria (Singles Top 100)           | 36                |
| Szwecja (Sverigetopplistan)            | 26                |
| Wielka Brytania (UK Singles Chart)     | 33                |

| Lista (2014)                             | Najwyższa pozycja |
| ---------------------------------------- | ----------------- |
| Australia (Top 100 Singles)              | 89                |
| Holandia (Single Top 100)                | 84                |
| Stany Zjednoczone (Hot Dance Club Songs) | 43                |

| Państwo                  | Status          |
| ------------------------ | --------------- |
| Australia (ARIA)         | platynowa płyta |
| Kanada (Music Canada)    | platynowa płyta |
| Norwegia (IFPI Norwegia) | platynowa płyta |
| Stany Zjednoczone (RIAA) | platynowa płyta |
| Szwecja (GLF)            | platynowa płyta |
| Wielka Brytania (BPI)    | srebrna płyta   |
| Włochy (FIMI)            | złota płyta     |
| Streaming                |                 |
| Dania (IFPI Dania)       | złota płyta     |

## Historia wydania
| Region            | Data             | Format                       | Wytwórnia       | Źródło |
| ----------------- | ---------------- | ---------------------------- | --------------- | ------ |
| Stany Zjednoczone | 11 sierpnia 2014 | Hot adult contemporary radio | Capitol Records | [ 33 ] |
| Stany Zjednoczone | 11 sierpnia 2014 | Rhythmic contemporary radio  | Capitol Records | [ 34 ] |
| Stany Zjednoczone | 12 sierpnia 2014 | Contemporary hit radio       | Capitol Records | [ 35 ] |
| Wielka Brytania   | 14 sierpnia 2014 | Contemporary hit radio       | Capitol Records | [ 36 ] |
| Finlandia         | 25 sierpnia 2014 | Digital download – Remix     | Capitol Records | [ 37 ] |
| Niemcy            | 25 sierpnia 2014 | Digital download – Remix     | Capitol Records | [ 38 ] |
| Stany Zjednoczone | 25 sierpnia 2014 | Digital download – Remix     | Capitol Records | [ 2 ]  |
| Włochy            | 5 września 2014  | Contemporary hit radio       | Capitol Records | [ 39 ] |